# فرودگاه مون-ترمبلان/سن-ژوویت
فرودگاه مون-ترمبلان/سن-ژوویت (به انگلیسی: Mont-Tremblant/Saint-Jovite Airport) یک فرودگاه خصوصی است که یک باند فرود چمن دارد و طول باند آن ۱۰۰۶ متر است. این فرودگاه در کشور کانادا قرار دارد و در ارتفاع ۲۴۱ متری از سطح دریا واقع شده‌است.